# Coup double (film, 2003)
Pour plus de détails, voir Fiche technique et Distribution.
Coup double est un film français réalisé par Bruno Delahaye, sorti en 2003,,.

## Fiche technique
- Titre : Coup double
- Réalisation : Bruno Delahaye
- Scénario : Bruno Delahaye
- Pays d'origine : France
- Genre : drame
- Durée : 14 minutes
- Date de sortie : 2003

## Distribution
- Jo Prestia
- Samy Naceri
- Francis Renaud